# New Favorite
New Favorite – album Alison Krauss and Union Station. Wydawnictwo ukazało się 14 sierpnia 2001 roku nakładem wytwórni muzycznej Rounder Records. Płyta dotarła do 35. miejsca listy Billboard 200 w Stanach Zjednoczonych, gdzie uzyskała status złotej. Produkcja uplasowała się ponadto na 72. miejscu brytyjskiej listy przebojów.

## Lista utworów
Opracowano na podstawie materiału źródłowego.
1. "Let Me Touch You for Awhile" (Robert Lee Castleman) – 3:21
2. "The Boy Who Wouldn't Hoe Corn" (Traditional) – 4:40
3. "The Lucky One" (Castleman) – 3:10
4. "Choctaw Hayride" (Jerry Douglas) – 3:10
5. "Crazy Faith" (Mark Simos) – 3:47
6. "Momma Cried" (Bob Lucas) – 3:20
7. "I'm Gone" (Eric Kaz, Wendy Waldman) – 3:28
8. "Daylight" (Lucas) – 4:03
9. "Bright Sunny South" (Traditional) – 3:00
10. "Stars" (Dan Fogelberg) – 2:54
11. "It All Comes Down to You" (Ron Block) – 2:44
12. "Take Me for Longing" (Simos) – 2:51
13. "New Favorite" (David Rawlings, Gillian Welch) – 4:34